# Hedyotis nairii
Hedyotis nairii är en måreväxtart som beskrevs av Murug. och V.Balas.. Hedyotis nairii ingår i släktet Hedyotis och familjen måreväxter. Inga underarter finns listade i Catalogue of Life.